# Saison 3 de Channel Zero
Chronologie
The No-End House The Dream Door
Cet article présente les six épisodes de la troisième saison de la série Channel Zero : Butcher's Block.

## Synopsis
Alice est une jeune femme fraichement débarquée dans cette nouvelle ville. Elle découvre une série de disparitions qui pourraient être liées aux tréfonds d'un des pires quartiers de la ville. Aidée de sa sœur Zoé, elles vont découvrir que quelque chose a pris les habitants de la ville pour proie.

## Distribution

### Acteurs principaux
- Olivia Luccardi : Alice Woods
- Holland Roden : Zoe Woods
- Rutger Hauer : Joseph Peach
- Brandon Scott : Luke Vanczyk
- Diana Bentley : Edie Peach
- Bradley Sawatzky : Aldous Peach
- Krisha Fairchild : Louise Lispector

### Acteurs récurrents
- Aaron Merke : Nathan
- Gissette Valentin : Adrianna Gutierrez
- Luwam Mikael : Melissa Vanczyk
- Angela Narth : Evelina Peach
- Tyrone Benskin : Chef Vanczyk
- Andreas Apergis : Robert Peach

## Production
Cette saison comportera six épisodes tout comme les saisons précédentes.
Un trailer de cette saison a été diffusé le 25 octobre 2017 sur YouTube.

## Liste des épisodes

### Épisode 1:Symptômes insidieux
- États-Unis : 7 février 2018[1] sur Syfy
- France : 13 mars 2018 sur Syfy France

### Épisode 2:Le Désarroi et la douleur
- États-Unis : 14 février 2018 sur Syfy
- France : 20 mars 2018 sur Syfy France

### Épisode 3:En haut des marches
- États-Unis : 21 février 2018 sur Syfy
- France : 27 mars 2018 sur Syfy France

### Épisode 4:Réunion de famille
- États-Unis : 28 février 2018 sur Syfy
- France : 3 avril 2018 sur Syfy France

### Épisode 5:La Porte rouge
- États-Unis : 7 mars 2018 sur Syfy
- France : 10 avril 2018 sur Syfy France

### Épisode 6:L'Autel du diable
- États-Unis : 14 mars 2018 sur Syfy
- France : 17 avril 2018 sur Syfy France